# Lucy Salgado
Lucy Salgado, nombre artístico de Ida Luz Salgado Solovera (Santiago, 31 de enero de 1932-ibidem, 13 de julio de 2001) fue una actriz chilena, de teatro y televisión.

## Biografía
Hija de Humberto Salgado Gallardo y de Fresia Solovera Auda. 
Sus padres, amantes de la música clásica y concertistas en piano, la inscribieron desde niña en el Conservatorio Musical donde estudió canto durante seis años. Dio el bachillerato e ingresó a la Escuela de Ciencias Políticas y Administrativas, donde estudió durante un año y medio. En 1956 tuvo un pequeño papel en una obra musical, experiencia que la entusiasmó y en 1957 entró al Teatro Experimental de la Universidad de Chile, sin que sus padres lo supieran. A comienzos de 1958, a los 24 años, tuvo su debut como actriz en "Los extravagantes Smith", con buenas críticas. Aprovechando su formación vocal, participó en varias obras musicales entre ellas, La pérgola de las flores, en la que hizo desde Carmela hasta florista. Esta comedia, en la versión que en 1996 dirigió Andrés Pérez, fue su última incursión teatral tras piezas como Esperando la carroza, El mercader de Venecia, El Tony chico, La gaviota y Romeo y Julieta.
«El teatro es un gran amor», había dicho más de una vez la actriz. Y sólo otro amor la llevó a alejarse de las tablas en 1979. Lucy Salgado decidió renunciar a su profesión para cuidar a su marido enfermo, el empresario Sergio del Pedregal, del que finalmente enviudó en 1980, quedando a cargo de sus hijas Luz Anita y Paz María y de la empresa familiar, Hielo Fiesta.
Nunca se volvió a casar, pero sí regresó a la actuación cuando de Canal 13 la fueron a buscar para integrar el elenco de La madrastra (1981) de ahí le siguieron innumerables producciones como Alguien por quien vivir, La noche del cobarde, La represa, La torre 10, Marta a las Ocho, Morir de amor, La villa, La dama del balcón, Mi nombre es Lara, Bellas y audaces, Las dos caras del amor, A la sombra del ángel, Acércate más, Ellas por ellas, Fácil de amar, Doble juego, Amor a domicilio, Adrenalina, Playa salvaje, Marparaiso, Aquelarre y Santo ladrón. Aunque tuvo incursiones tan peculiares como animar en 1986 el primer matinal de TVN junto a Jorge Rencoret, fue en las teleseries donde hizo gran parte de su carrera.
Tanto en Canal 13 como en TVN supo mantenerse vigente y llegó a convertirse en ídolo de jóvenes figuras.[cita requerida]

## Últimos años

### Enfermedad
Su enfermedad fue durante las grabaciones de Santoladrón (2000), Salgado descubrió que tenía un tumor cancerígeno en uno de sus pechos. Una vez que terminó con su rol de dueña del "café con piernas" El Diablito, la actriz se sometió a tratamiento en el Instituto Nacional del Cáncer, entidad con la que los actores afiliados a Sidarte tiene un convenio. Sesiones de quimioterapia y radioterapia ocuparon el verano de la actriz, hasta que su condición se agravó en abril.
Lucy nunca quiso que su enfermedad se hiciera pública, pues temía perder su trabajo. Sin embargo, en el área dramática de TVN decidieron extender su contrato e incluso la consideraron para un rol en Amores de Mercado. Por esa fecha la actriz se sometió a una operación para extirpar el tumor maligno, pero nunca más volvió a salir de la institución.

### Muerte
La actriz falleció el viernes 13 de julio de 2001 a las 6 de la madrugada, víctima de un cáncer que la aquejaba hacía seis meses y que se negó a exponer públicamente. Según sus cercanos, tenía 69 años, pero la edad era otro tema al que ella no permitía entrar.
Sus restos fueron velados hasta el mediodía del 14 de julio de 2001 en el oratorio de la Funeraria Hogar de Cristo, ubicado en Bezanilla 1240 (comuna de Independencia), Santiago de Chile. Luego, el cortejo fúnebre se trasladó hasta el Parque del Recuerdo donde se ofreció una misa en su memoria, a las 16 horas, antes de la cremación.

## Filmografía

### Películas
- El fin del juego (1970) como Estefanía.
- Julio comienza en julio (1979) como Alicia.

### Telenovelas
| Año  | Telenovela              | Personaje                   | Canal    |
| ---- | ----------------------- | --------------------------- | -------- |
| 1967 | Amalia                  | Amalia Sáenz                | Canal 13 |
| 1971 | La amortajada           | Inés Suazola                | TVN      |
| 1975 | María José              | Bernardita Briceño          | Canal 13 |
| 1975 | J.J. Juez               | Cristina Járlaz             | Canal 13 |
| 1976 | Sol tardío              | Elisa Marchant (la 10%)     | TVN      |
| 1979 | Martín Rivas            | Bernarda Cordero            | TVN      |
| 1981 | La madrastra            | Casta de Molina             | Canal 13 |
| 1982 | Alguien por quien vivir | Julieta Ormazábal           | Canal 13 |
| 1983 | La noche del cobarde    | Mimi La Plaza               | Canal 13 |
| 1984 | La represa              | Rita Sánchez                | TVN      |
| 1984 | La torre 10             | Isabel Valdivia             | TVN      |
| 1985 | La dama del balcón      | Renée Leclère               | TVN      |
| 1985 | Marta a las ocho        | Filomena Ríos               | TVN      |
| 1985 | Morir de amor           | Leontina Cardoso            | TVN      |
| 1986 | La villa                | Fresia Velasco              | TVN      |
| 1987 | Mi nombre es Lara       | Rosario Fernández           | TVN      |
| 1988 | Bellas y audaces        | Margarita Cerna             | TVN      |
| 1988 | Las dos caras del amor  | Irma Arellano               | TVN      |
| 1989 | A la sombra del ángel   | Ángela Peters               | TVN      |
| 1990 | Acércate más            | Alicia de Rosado            | Canal 13 |
| 1991 | Ellas por ellas         | Eva Santelices              | Canal 13 |
| 1992 | Fácil de amar           | Sonia Andrade de Bascur     | Canal 13 |
| 1993 | Doble juego             | Peta Bahamondes             | Canal 13 |
| 1994 | Rojo y miel             | Rosa Flores                 | TVN      |
| 1995 | Amor a domicilio        | Amelia Gatica (Melita)      | Canal 13 |
| 1996 | Adrenalina              | Josefina Warrington (Chepa) | Canal 13 |
| 1997 | Playa Salvaje           | Luna Cáceres                | Canal 13 |
| 1998 | Marparaíso              | Laura Chamorro              | Canal 13 |
| 1999 | Aquelarre               | Mireya Díaz                 | TVN      |
| 2000 | Santo ladrón            | Susana Huaiquil             | TVN      |

### Series y miniseries
| Año       | Serie                        | Personaje               | Canal    |
| --------- | ---------------------------- | ----------------------- | -------- |
| 1994      | Fácil de Amar, la comedia    | Sonia Andrade de Bascur | Canal 13 |
| 1995-1997 | Tuti Cuanti                  | Varios Personajes       | Canal 13 |
| 1996      | Amor a domicilio, la comedia | Amelia de Ulloa         |          |